# 吉田直
吉田 直（よしだ すなお、1969年10月24日 - 2004年7月15日）は、日本の小説家である。本名は 松本 直。

## 生涯
福岡県遠賀郡芦屋町出身。ラ・サール中学校・高等学校を経て、早稲田大学法学部卒業。京都大学大学院修士課程修了。主にライトノベルを著す。
1997年、第2回スニーカー大賞受賞作『ジェノサイド・エンジェル 叛逆の神々』でデビュー。その後、隔月誌『ザ・スニーカー』で『トリニティ・ブラッド』を「人気が落ちれば即打ち切り」という厳しい条件の中で連載を続けたが、2004年7月15日に肺梗塞の為34歳で死去した。
死から2年後の2006年7月1日から10月1日まで吉田の業績を後世に伝える目的として、地元の芦屋町にある芦屋歴史の里で“スナオ展”が開催された（角川書店、ゴンゾ、ブロッコリー協力）。2010年6月26日、遺族が寄贈した作品や遺品を集めた“吉田直文庫”が吉田の出身地である芦屋町図書館内に公開された。

## 文庫作品
すべて角川スニーカー文庫刊。
- ジェノサイド・エンジェル 叛逆の神々（1997年6月）
- FIGHTER（1998年6月）
- トリニティ・ブラッド R.O.M.（2001年2月 - 2003年10月）
- トリニティ・ブラッド R.A.M.（2001年4月 - 2004年12月）
- 熱風海陸ブシロード OVERLORD CHRONICLE（2006年6月）

## 連載作品
- 熱風海陸ブシロード（コンプティーク）
- トリニティ・ブラッド R.A.M.（ザ・スニーカー）